# センラ
センラ（1991年10月3日 - ） は日本の男性歌い手。4人組ユニット浦島坂田船のメンバー。京都府出身。

## 人物・来歴
身長は176 cm、血液型はO型。ファンの名称はセンラー(ラ)、ファンマークは⚜️。イメージカラーは黄色。イメージ動物は狐であり、妖精の名前は｢ペポ｣。嫌いな食べ物はきゅうり、りんご飴。苦手な食べ物は脂質の多い肉（胃が弱いため）、大根おろし。好きな食べ物はチョコレート、さつまいものお菓子、鶏肉。きのこの山派であり、クリスピー・クリーム・ドーナツの期間限定商品であるチョコレートグレーズドが大好物。
幼少よりサッカー・スイミング、小学生の時に空手を習っていた。中学高校では陸上部、大学でダブルダッチのサークルに所属するなどし、運動神経に定評がある。現在は同じく歌い手のめいちゃんに誘われ草野球にも参加。
ニコニコ動画やニコニコ生放送、YouTubeで「歌ってみた」を中心に活動としている。2008年3月（高校1年生）に歌ってみた初投稿、2010年にコミュを開設。開設当時はTVアニメデュラララ!!の折原臨也というキャラクターの声真似での歌ってみたが好評だった。2013年、4人組ユニット浦島坂田船を結成。2016年にアルバム「CRUISE TICKET」でメジャーデビューし、2018年にアルバム「V-enus」でオリコンウィークリーランキング1位を獲得。2021年のアルバム「L∞VE」、2022年のアルバム「Toni9ht」がオリコン、billboard両チャートでそれぞれ1位を獲得している。
「V-enus」「$HUFFLE」「L∞VE」においてゴールドディスクにも認定。
2017年よりluzがオーガナイザーを務めるXYZに参加。
2018年10月、浦島坂田船として幕張メッセイベントホールでライブ時に自身のフードとして「胸毛」（ソース味の黒麺焼きそば）を販売、同日に幕張メッセでライブを開催していた米津玄師のファンがこれを見て驚き、ネット上で拡散され、「米騒動」「胸毛事件」などの言葉がYahooトレンドに入った。
2018年12月、センラ自身のツイートを契機にオロナミンCのWebCMに出演。
2020年8月21日に初めて自身が作詞作曲を手がけた「ヘイジー」を投稿。以降、「Holiday」「透明」「vain」「cute you」「難解愛想」「スペシャルパフェ」「ゆらめき」の7曲を制作。
また、2023年にはグループにも楽曲を提供。アルバム「Plusss」には「シャドウ」(浦島坂田船)「bloom」(志麻＆センラ) の2曲が収録された。
2024年より、アパレルブランド「la citron」を開設。初販は1時間足らずで完売し、後日あらためて受注販売となる盛況ぶりだった。

## 出演

### CD
- サウザンド☆スター（センラ･保坂☆）
- はじまりの合図
- ニコプリ
- ニコニコ学園
- 非日常談話･怪奇七編
- non defective
- CRUISE TICKET
- Memory log
- うりゃしましゃかたせん
- V-enus
- SHOW MUST GO ON!!
- Four the C
- satellite（ねじ式）
- 君と歩んだ坂道（[となりの坂田。]）
- first order（志麻）
- 18 edge
- $HUFFLE
- DEEPEST（しゅーず）
- 明日へのByeBye
- Lüge
- Gotcha!
- last painter（ねじ式）
- RAINBOW
- L∞VE
- À la mode
- Toni9ht
- VERITE
- SHINY
- Plusss
- GOSƧIP
- 浦島坂田船 HALLOWEEEEN PARTY SPECIAL SELECTION
- Weddiing
- MARCEL
- ラスト・フレグランス　(天月-あまつき-)
- 美しくあれ！

### ゲーム
- ハンサムB☆Y's〜恋する君に死ぬほど夢中〜（センラcv.センラ）
- 18（センラcv.センラ）

### アニメ
- 浦島坂田船の日常（センラcv.センラ）

### DVD
- 「浦島坂田船Four the C」特典A 浦島坂田船No.1の運動王は俺だ決定戦 （2017年7月5日）
- 「浦島坂田船V-enus」初回限定盤A 特典DVD-A 「浦島坂田船ファンスポーツをやってみた」（2018年7月4日）
- 「浦島坂田船V-enus」初回限定盤B 特典DVD-B 「浦島坂田船いちの浦島坂田船 想いは俺だ！選手権」（2018年7月4日）
- 「浦島坂田船$HUFFLE」初回限定盤A 特典DVD-A  ｢浦島坂田船のキャンプ日和｣（2019年6月26日）
- 「浦島坂田船$HUFFLE」初回限定盤B 特典DVD-B  ｢浦島坂田船を格付けてみた｣ （2019年6月26日）
- 「浦島坂田船RAINBOW」初回限定版 特典DVD 「懐かしの"TV バラエティー"王 決定戦！」（2020年11月25日）
- 「浦島坂田船L∞VE」初回限定盤A 豪華パッケージ版「浦島坂田船！Live&Live～RAINBOW～」
- 「浦島坂田船L∞VE」初回限定盤C「浦島坂田船イチの優等生は誰だ？聖L∞VE学園 抜き打ちテスト！」（2021年7月7日）
- 「浦島坂田船Toni9ht」初回限定盤A 豪華パッケージ版　「浦島坂田船ビビリ度チェック！〜恐怖の肝試し〜」（2022年7月6日）
- 「浦島坂田船Toni9ht」初回限定盤B 「浦島坂田船でグランピング！〜自然と触れ合おう〜」（2022年7月6日）
- 「浦島坂田船Toni9ht」初回限定盤C 「浦島坂田船の休日！〜お家でわちゃわちゃするよ〜」（2022年7月6日）
- 「浦島坂田船のよにんたび。」(2023年4月5日)
- 「浦島坂田船Plusss」初回限定盤A 「ご当地ロケキング決定戦！(浦島坂田船ver.)」(2023年7月12日)
- 「浦島坂田船Plusss」初回限定盤E 「ご当地ロケキング決定戦！(センラver.)」(2023年7月12日)
- 「浦島坂田船Weddiing」初回限定盤A (浦島坂田船ver.)「アダマントリング MV」「アダマントリングMVメイキング」(浦島坂田船ver.) (2024年7月10日)
- 「浦島坂田船Weddiing」初回限定盤E (センラver.)「アダマントリング MV」「アダマントリングMVメイキング」(センラver.) (2024年7月10日)